# 土庄町立土庄中学校
土庄町立土庄中学校（とのしょうちょうりつ とのしょうちゅうがっこう）は、香川県小豆郡土庄町にある公立中学校。通称は「土中」（どちゅう）

## 教育目標
- 知・徳・体の調和がとれ、自ら行動する生徒の育成

## 部活動

### 運動部
- 野球部
- サッカー部
- テニス部（男女）
- 陸上部（男女）
- 剣道部（男女）
- 柔道部（男女）
- バレーボール部（男女）
- バスケットボール部（男女）
- 卓球部（男女）

### 文化部
- ブラスバンド部
- 美術部
- 科学部

## 校区

### 土庄
- 大木戸（おおきど）
- 小瀬（こせ）
- 千軒（せんげ）
- 柳（やなぎ）
- 鹿島（かしま）
- 本町（ほんまち）

### 渕崎
- 上庄（かみしょう）
- 黒岩（くろいわ）
- 肥土山（ひとやま）

### 四海
- 伊喜末（いぎすえ）
- 小江（おえ）
- 長浜（ながはま）
- 滝宮（たきのみや）
- 馬越（うまごえ）

### 北浦
- 屋形崎（やかたざき）
- 見目（みめ）
- 小海（おみ）
- 大部（おおべ）
- 灘山（なだやま）

## 校区内の主な施設
- 土庄港
- 土渕海峡
- 大坂城残石記念公園

## 主な学校行事
- 修学旅行
- 運動会
- 合唱コンクール(島映会)
- 生徒会役員選挙

## 土庄中学校を舞台とした作品
- からかい上手の高木さん
  - 2018年1-3月、2019年7月-9月、2022年1月-3月に放送されたTVアニメ版、2022年6月に公開された劇場アニメ版、2024年4月-5月に放送されたテレビドラマ版、2024年5月に公開された劇場実写版では小豆島及び当校近辺が舞台とされ、主人公たちが通う学校の校舎等の描写は土庄中学校がモデルとなっている。また、2022年8月7日開催の第40回小豆島まつりでは高橋李依、大原ゆい子、赤城監督によるトークショーやライブ歌唱が行われた。2023年8月6日開催の第41回小豆島まつりでは、アニメ上映会、声優サイン入り抽選会が行われた。

## 通学区域が隣接している学校
- 小豆島町立小豆島中学校
- 土庄町立豊島中学校 （海を挟んで隣接、定期旅客船で行き来可能）